# Walckenaeria minuscula
Walckenaeria minuscula este o specie de păianjeni din genul Walckenaeria, familia Linyphiidae, descrisă de Holm, 1984.
Este endemică în Kenya. Conform Catalogue of Life specia Walckenaeria minuscula nu are subspecii cunoscute.